# Ахав (титул)
Ахав (майя Ajaw) — титул знати государств цивилизации майя. Также в календаре цолькин это название двадцатого дня, на который приходилось завершение катуна.
Это слово известно в нескольких языках майя, как и в доколумбовых, так и в современных. «Ахав» — это модернизированная орфография в стандартной редакции орфографии майя, предложенная в 1994 году Гватемальской академией языков майя и в настоящее время принята майянистами. До этой стандартизации его чаще писали как «Ахау», следуя орфографии юкатекских майя XVI века в испанской транскрипции. 
В иероглифической системе письма майя слово Ахав могло быть представлено либо в виде логограммы, либо в виде слогового письма. В любом случае известно довольно много вариантов глифов.
Самое раннее использование титула относится к 350-300 годам до н. э., находящиеся в королевской гробнице в городе Хольмуль, Гватемала.

## Значение
Этот титул носили представители знати. Он может означать «лидер», «правитель», «господин», «король» или «королева», в зависимости от человека. Поскольку Ахав занимался религиозной деятельностью, он также назначался членом духовенства майя. Вариант кухул ахав (kʼuhul ajaw «Божественный владыка») указывает на суверенного лидера государства, хотя размеры территории и влияние. Кухул ахав также мог применяться к лицам, которые теоретически признавали верховную власть другого человека, династии или государства. Когда титул присваивался к женщинам-правителям (например: Кавиль-Ахав), к термину прибавлялся знак Иш (Ix «женщина»), для указания пола.

## Внешние ссылки
- Ajaw im John Montgomery Dictionary of Maya Hieroglyphs